# Albatroz-de-cauda-curta
O albatroz-de-cauda-curta ou Albatroz-de-steller (Phoebastria albatrus) é uma ave marinha do Pacífico Norte. Ainda que esteja relacionada com outros albatrozes do Pacífico Norte, do mesmo género a que pertence, exibe alguns comportamentos e características morfológicas que os aproximam dos albatrozes do Oceano Antártico. Foi descrito pelo naturalista alemão Peter Simon Pallas a partir de revestimentos recolhidos por Georg Wilhelm Steller (de onde deriva um dos seus nomes vulgares). Tendo sido uma espécie populosa, foi levado quase à extinção devido ao comércio de penas,mas devido às acções levadas a cabo para a sua conservação, tem acusado um certo aumento no número de espécimes.
É uma ave de grande porte, com uma envergadura de asa de 2,37 m, 90 cm de comprimento e 4,3 kg de peso. Pode distinguir-se das outras duas espécies de albatroz que com ele compartilham a mesma distribuição geográfica, o albatroz-de-laysan e o albatroz-patinegro, pelo seu tamanho maior e pelo seu bico cor-de-rosa (com uma extremidade azulada), bem como através de detalhes da sua plumagem. Ao contrário do que o seu nome vulgar indica, a sua cauda não é menor que a do albatroz-de-laysan e do albatroz-patinegro, e é, de facto, maior que a cauda do outro membro do seu género, o albatroz-das-galápagos. A sua plumagem adulta é principalmente branca, com asas negras e cabeça amarelada. As aves jovens têm plumagem acastanhada.
Os albatrozes-de-cauda-curta nidificam em duas ilhas do Japão: Torishima e Minami-kojima. Nas suas viagens em busca de alimento pelo mar passam pelo Pacífico Norte, particularmente no Mar de Bering, onde é possível encontrar o maior número de espécimes hoje em dia, mas chegam a encontrar-se tão a ocidente quanto as costas da Califórnia. Em termos históricos, Torishima foi a mais importante das colónias deste animal, ainda que já tenham nidificado em ilhas do Norte de Taiwan, ou mesmo nas Ilhas Bonin. Recuando no tempo, os fósseis dos albatrozes do Pleistoceno Médio nas Bermudas e Carolina do Norte são considerados antepassados próximos desta espécie.